# Галакос, Маик
Маик Галакос (греч. Μάικ Γαλάκος; род. 23 ноября 1951, Пирей) — греческий футболист, нападающий, и тренер.

## Клубная карьера
Галакос родился 23 ноября 1951 года в Неа-Ионии, но позже он и его семья эмигроровали в ФРГ. Профессиональную карьеру начал в дюссельдорфской «Фортуне», за которую провёл 2 матча в сезоне 1972/1973.
В 1973 году вернулся в Грецию, где присоединился к пирейскому «Олимпиакосу». Большинство времени, проведенного в составе «красно-белых», был основным игроком атакующего звена команды и одним из её главных бомбардиров, имея среднюю результативность на уровне 0,35 гола за игру. За это время четыре раза становился национальным чемпионом и дважды становился обладателем Кубка Греции.
В 1981 году Галакос перешёл к врагам пирейского клуба — «Панатинаикосу». В составе столичной команды дважды становился обладателем золотого дубля. В 1986 году завершил карьеру футболиста.

## Карьера за сборную
Дебют за национальную сборную Греции состоялся 6 мая 1976 года в победном домашнем товарищеском матче против сборной Польши (1:0), в котором вышел в стартовом составе. Был включён в состав на чемпионат Европы 1980 в Италии, где сыграл во всех 3 матчах групповой стадии. Всего Галакос сыграл за сборную 30 матчей и забил 5 голов.

### Голы за сборную
| № | Дата            | Место                               | Соперник  | Счёт | Результат | Турнир                  |
| - | --------------- | ----------------------------------- | --------- | ---- | --------- | ----------------------- |
| 1 | 26 января 1977  | Рамат-Ган, Рамат-Ган, Израиль       | Израиль   | 0:1  | 1:1       | Товарищеский матч       |
| 2 | 15 февраля 1978 | Никос Гумас, Неа-Филаделфия, Греция | Австрия   | 1:0  | 1:1       | Товарищеский матч       |
| 3 | 11 октября 1978 | Леофорос Александрас, Афины, Греция | Финляндия | 8:1  | 8:1       | Квалификация на ЧЕ 1980 |
| 4 | 29 октября 1978 | Кафтанзоглио, Салоники, Греция      | Венгрия   | 1:0  | 4:1       | Квалификация на ЧЕ 1980 |
| 5 | 29 октября 1978 | Кафтанзоглио, Салоники, Греция      | Венгрия   | 2:0  | 4:1       | Квалификация на ЧЕ 1980 |

## Карьера тренера
После завершения карьеры футболиста находился на тренерской работе, работая в структуре «Панатинаикоса». В октябре 1996 года в течение пяти дней исполнял обязанности главного тренера основной команды клуба, которая под его руководством приняла участие в одной игре, победив «Эдессайкос» со счетом 4:1.

## Достижения

### «Олимпиакос»
- Чемпион Греции: 1973/74
- Обладатель Кубка Греции: 1981/82, 1983/84

### «Панатинаикос»
- Чемпион Греции: 1983/84
- Обладатель Кубка Греции: 1981/82, 1983/84